# Percy M. Butler
Percy Milton Butler (* 19. Juli 1912; † 7. Februar 2015) war ein britischer Wirbeltier-Paläontologe und Zoologe. Er war Professor für Zoologie am Royal Holloway College der Universität London.
Er studierte an der Cambridge University und an der Columbia University, wobei er gleichzeitig 1938 am American Museum of Natural History (bei William King Gregory) über die Zahnevolution von Säugern arbeitete.
Butler befasste sich insbesondere mit frühen (mesozoischen) Säugern und der Entwicklung der Zähne früher Säuger. Außerdem befasste er sich mit tertiären Säugetieren aus Ostafrika, wobei er auch mit Louis Leakey die Fauna der Olduvai-Schlucht bearbeitete. Noch in den 1990er Jahren befasste er sich mit Haramiyida.
1996 erhielt er die Romer-Simpson-Medaille der Society of Vertebrate Paleontology, deren Ehrenmitglied er seit 1994 war.

## Schriften
- mit Kenneth Joysey (Hrsg.) Development, Function and Evolution of Teeth, Academic Press 1978
- Mitarbeit in Louis Leakey Preliminary report on the geology and fauna of Olduvai Gorge, 1965, Reprint Cambridge University Press 2009
- East African Miocene and Pleistocene Chalicotheres, British Museum of Natural History, 1965
- Erinaceidae from the Miocene of East Africa, British Museum of Natural History, 1956
- mit A. Tindell Hopwood Insectivora and Chiroptera from the Miocene rocks of Kenya Colony, British Museum of Natural History, 1957
- Studies of the mammalian dentition. Differentiation of the post-canine dentition, Proc. Zoological Society London, Band 109, 1939, S. 1–36
- Tooth morphology and primate evolution, in D. R. Brothwell (Hrsg.) Dental Anthropology, Oxford, Pergamon Press 1963, S. 1–13